# Корчагин, Эрик Сергеевич
Э́рик (Эдуа́рд) Серге́евич Корча́гин (род. 16 января 1979, Моздок, Северо-Осетинская АССР) — российский футболист.

## Карьера

### Клубная
С 1994 года — в футбольной школе, затем в дубле французского клуба «Сент-Этьен». В 1998 году подписал контракт с голландским ПСВ, но за пять лет в клубе не сыграл ни одного матча за основной состав. Дважды его отдавали в аренду — в МВВ и датский АБ. В 2003 году вернулся в Россию, выступал за «Динамо» (Москва), «Шинник» (Ярославль), «Спартак» (Нальчик). В 2007 году играл за московский «Локомотив». Обладатель Кубка России 2006/07.
В составе московского «Динамо» сделал два хет-трика в Премьер-лиге — в матчах против «Зенита» (7:1) и «Ротора» (5:0).
В 2023 году участвовал в 3-м сезоне Медийной футбольной лиги в составе ФК «Дружина».

### В сборной
Привлекался в юношескую (до 16 лет) сборную России.

## Эрик или Эдуард
Сам Корчагин говорил: 
При рождении меня назвали Эриком, но моя старшая сестра не выговаривала букву «р». И вскоре в семье и в кругу друзей меня стали называть Эдиком. Но в паспорт записали моё первое имя. Потом я хотел внести необходимые изменения в документ, но как-то не хватало времени. Вот поэтому и пошла небольшая путаница с именами. Лично я прошу, чтобы меня называли Эдуардом.

## Личная жизнь
Сын Тимур тоже стал футболистом.